# Cynops orphicus
Cynops orphicus är en groddjursart som beskrevs av Jean-Paul Risch 1983. Cynops orphicus ingår i släktet Cynops och familjen vattensalamandrar. IUCN kategoriserar arten globalt som starkt hotad. Inga underarter finns listade i Catalogue of Life.